# Twist, Twist Senora
"Twist, Twist Senora" is een nummer geschreven door Frank Guida, Gene Barge en Joseph Royster en uitgevoerd door Gary U.S. Bonds. Het bereikte nummer 9 in de Amerikaanse pop hitlijst in 1962. Het stond op zijn album Twist Up Calypso uit 1962.
Het nummer is geïnspireerd op het calypsonummer "Jump in the Line (Shake, Señora)".
Het nummer stond op nummer 88 in de Billboard Top 100 van 1962.